# بولنکوهلن
بولنکوهلن (به آلمانی: Bullenkuhlen) یک شهر در آلمان است که در پینبرگ واقع شده‌است. بولنکوهلن ۳۶۸ نفر جمعیت دارد.